# JR貨物UT19C形コンテナ
UT19C形コンテナ（UT19Cがたコンテナ）は、日本貨物鉄道（JR貨物）輸送用として2006年度（平成18年度）から籍を編入している、20 ft形の私有コンテナ（タンクコンテナ）である。

## 概要
本形式の数字部位 「 19 」は、コンテナの容積を元に決定される。このコンテナ容積19㎥の算出は、厳密には端数四捨五入計算の為に、内容積18.5 - 19.4㎥の間に属するコンテナが対象となる。また形式末尾のアルファベット一桁部位 「 C 」は、コンテナの使用用途（主たる目的）が 「 危険品の輸送 」を表す記号として付与されている。

## 番台毎の概要

### 8000番台

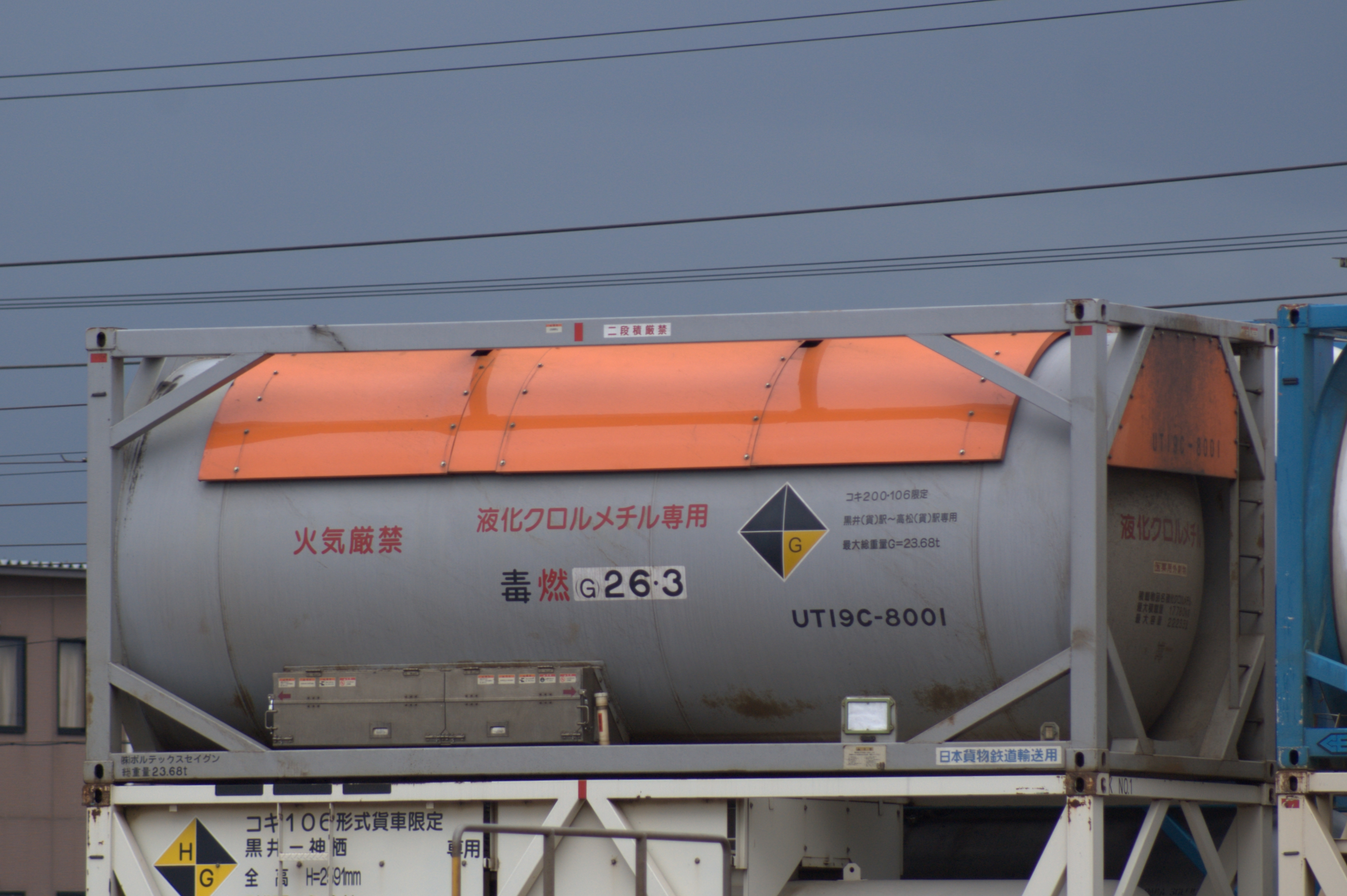
UT19C-8001（2010年5月24日撮影）

8001
ボルテックスセイグン所有、液化クロルメチル専用。最大総重量23.68t（規格外）。コキ200・コキ106限定。黒井(貨)駅～高松(貨)駅間専用。

## 外部サイト
- コンテナの絵本
- コンテナ日和